# Кацирж, Мариан
Мариан Кацирж (чеш. Marián Kacíř; род. 29 сентября 1974, Годонин, Чехословакия) — бывший чешский хоккеист, нападающий. Бронзовый призёр чемпионата мира 1998 года.

## Биография
Мариан Кацирж начал свою хоккейную карьеру в 1992 году, играл в юниорских и низших лигах Северной Америки. В 1997 году вернулся в Европу, сменил много команд в различных лигах. В сборной Чехии Кацирж был в заявке на чемпионат мира 1998 года, где завоевал бронзовую медаль. Завершил карьеру в 2015 году.

## Достижения
- Чемпион Европы среди юниоров 1992
- Чемпион Польши 2007
- Бронзовый призёр чемпионата мира 1998 и чемпионатов Польши 2006, 2008 и 2009

## Статистика
- Чемпионат Чехии — 164 игры, 114 очков (46+68)
- Чешская первая лига — 29 игр, 25 очков (12+13)
- Чешская вторая лига — 32 игры, 22 очка (4+18)
- Сборная Чехии — 17 игр, 5 очков (3+2)
- Чемпионат Швеции — 62 игры, 39 очков (17+22)
- Чемпионат Финляндии — 27 игр, 17 очков (8+9)
- Чемпионат Германии — 61 игра, 49 очков (18+31)
- Чемпионат Польши — 288 игр, 308 очков (137+171)
- Итальянская вторая лига — 10 игр, 13 очков (5+8)
- Австрийская третья лига — 26 игр, 68 очка (23+45)
- Австрийская четвёртая лига — 30 игр, 72 очка (25+47)
- ИХЛ — 31 игра, 10 очков (4+6)
- АХЛ — 3 игры
- Хоккейная лига Онтарио — 139 игр, 160 очков (51+109)
- Хоккейная лига Восточного побережья — 74 игры, 90 очков (32+58)
- Всего за карьеру — 993 игры, 992 очка (385+607)